# Panotrogus pygmaeus
Panotrogus pygmaeus är en skalbaggsart som beskrevs av Baraud 1987. Panotrogus pygmaeus ingår i släktet Panotrogus och familjen Melolonthidae. Inga underarter finns listade i Catalogue of Life.